# 亚利斯雷·席尔瓦
亚利斯雷·席尔瓦（西班牙語：Yarisley Silva Rodríguez，1987年6月1日—）是一名古巴女子撑杆跳高运动员，她赢得2012年奥运会女子撑杆跳高银牌，是首位赢得奥运会该项目奖牌的拉美选手；以及2013年世界田径锦标赛铜牌，2015年世界田径锦标赛金牌。